# Siedliska Drugie
Siedliska Drugie – wieś w Polsce położona w województwie lubelskim, w powiecie krasnostawskim, w gminie Fajsławice.
W latach 1975–1998 miejscowość administracyjnie należała do ówczesnego województwa lubelskiego.
Wieś stanowi sołectwo gminy Fajsławice.